# Tesla 3606A

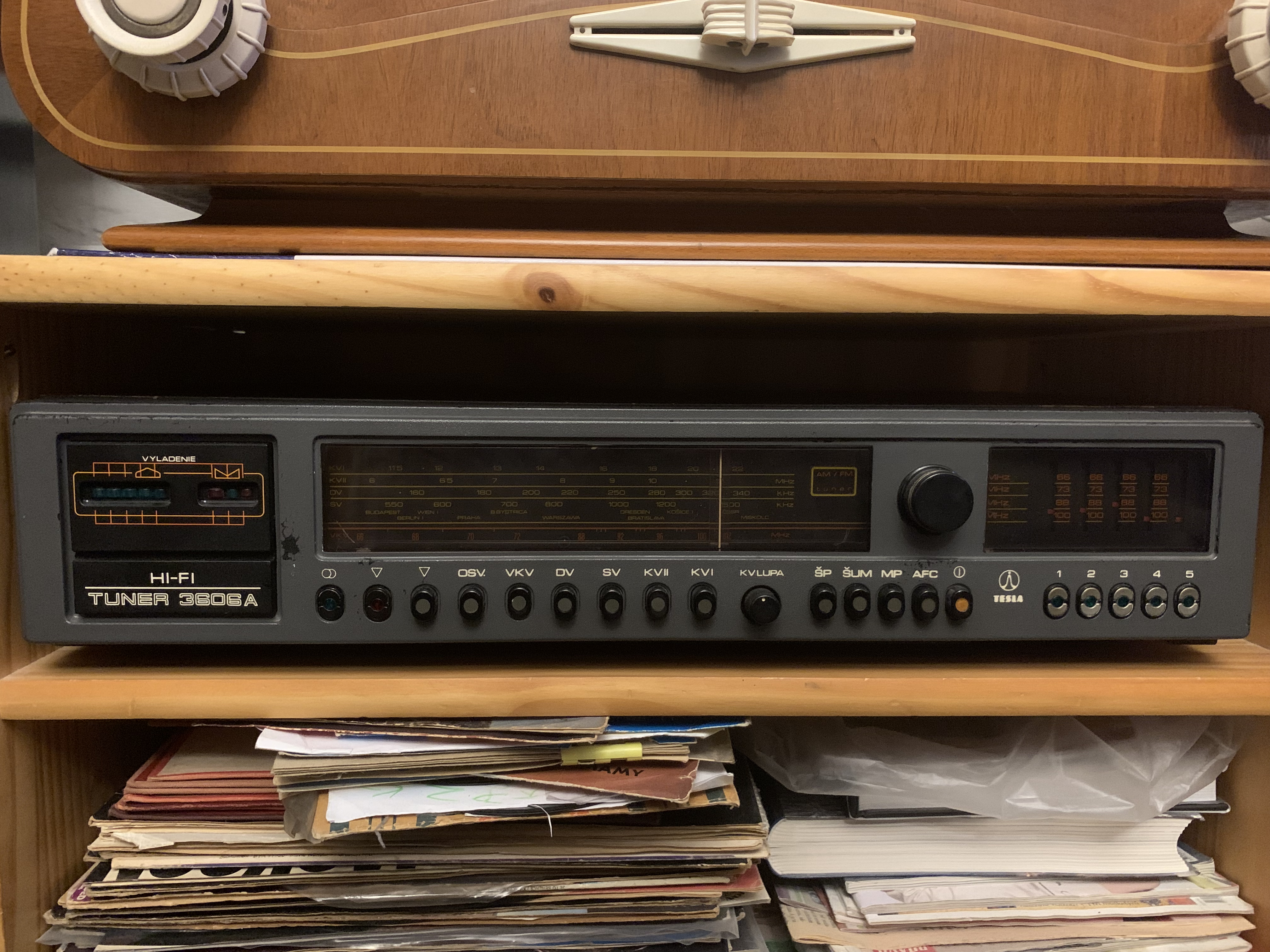
Tesla 3606A

Tesla 3606A je stolní stereofonní rozhlasový přijímač bez nízkofrekvenčního zesilovače (tuner) vyráběný firmou Tesla Bratislava v letech 1981–1985. Je určen k příjmu v AM pásmech (krátké, střední a dlouhé vlny) i VKV/FM pásmech (65–108 MHz).

## Ovládání
Rádio potřebuje reproduktor zapojený pomocí cinche. Rádio se zapíná pomocí tlačítka vpravo dole (napravo od tlačítka AFC). Vedle zapínacího tlačítka lze nastavovat různé funkce (třeba vypnutí šumu). Na tlačítkách uprostřed přijímače dole lze nastavovat pásma. Pomocí kolečka nad zapínacím tlačítkem lze ladit na zvoleném pásmu. Předvolby lze ovládat pomocí senzorových tlačítek vpravo dole. Zpět na ladění kolečkem se lze dostat opětným dotykem ladícího kolečka. Nad logem jsou dva senzory, které fungují jako magické oko.